# Vararia callichroa
Vararia callichroa är en svampart som beskrevs av Boidin, Gilles & Lanq. 1988. Vararia callichroa ingår i släktet Vararia och familjen Lachnocladiaceae.   Inga underarter finns listade i Catalogue of Life.